# Іссам Джеллалі
Іссам Джеллалі (нар. 22 березня 1981) — колишній туніський тенісист.
Найвищу одиночну позицію світового рейтингу — 1111 місце досяг 31 березня 2003, парну — 801 місце — 1 березня 2004 року.

## Фінали ф'ючерсів і челленджерів

### Парний розряд: 1–0
| Результат | В-П | Дата     | Турнір               | Рівень  | Покриття   | Партнер       | Суперники                  | Рахунок       |
| --------- | --- | -------- | -------------------- | ------- | ---------- | ------------- | -------------------------- | ------------- |
| Перемога  | 3–0 | Лют 2004 | Франція F3, Брессюїр | Ф'ючерс | Тверде (i) | Малік Джазірі | Ерік Буторак Петар Попович | 6–1, 7–6(7–5) |